# 中村元明
中村 元明（なかむら もとあきら）は、戦国時代から安土桃山時代にかけての武将。毛利氏の家臣。官位は宮内少輔。父は中村信勝、兄は中村繁勝。子に中村就親、元行。孫に中村元誠。

## 生涯
安芸武田氏の家臣である中村信勝の次男として生まれる。
元明も安芸武田氏に仕えていたが、毛利弘元から勧誘を受け、不和の兄・中村繁勝を切腹させて毛利弘元に帰属し、安芸国高田郡土師270貫を領し、土師の田屋城に居住した。永正4年（1507年）に毛利弘元の嫡男・興元が大内義興に従って上洛した時には側近として追従した。興元とその子・幸松丸の死後の大永3年（1523年）に15人の宿老が連署状によって毛利元就に宗家相続を依頼しているが、元明は2番目に「中村宮内少輔元明」と署名している。死去年は不明であるが90歳で死去し、嫡男の就親が後を継いだ。
次男の元行が、天文9年（1540年）の吉田郡山城の戦いで活躍している。子孫の中村武一は高田郡吉田町（可愛・郷野・丹比各村が新設合併）初代町長。菩提寺は浄土宗智水山深廣院清住寺（安芸高田市吉田町、広島市中区本川町）。

## 参考資料
- 『萩藩閥閲録』巻60「中村孫右衛門」（1726年　長州藩、1967年 - 1971年　山口県文書館）
- 舘鼻誠「元就・隆元家臣団事典」（河合正治編『毛利元就のすべて（新装版）』新人物往来社、1996年）
- 岡部忠夫『萩藩諸家系譜』（マツノ書店、1999年復刻）